# The Tatler
The Tatler är en känd brittisk tidskrift som mest handlar om händelser i överklassens sociala liv.

## Historia
The Tatler grundades april 1709 av författarna Richard Steele och Joseph Addison. Tillsammans med tidningen The Spectator blev den genast mycket populär bland Londons växande medelklass. Denna tidskrift lades ned 1711.
Sedan dess har det kommit flera tidskrifter med namnet "Tatler". Den tidskrift som nu publiceras under namnet, gavs först ut juli 1901 och publiceras numera av Condé Nast Publications.